# Franz Seraph von Dietrichstein
Franz Seraph von Dietrichstein (Madrid, 22 agosto 1570 – Brno, 19 settembre 1636) è stato un cardinale e vescovo cattolico austriaco.
Vescovo di Olomouc, fu governatore della Moravia negli anni della Guerra dei Trent'anni e nel 1624, per i servigi resi all'imperatore, venne da questi creato primo principe di Dietrichstein.

## Biografia

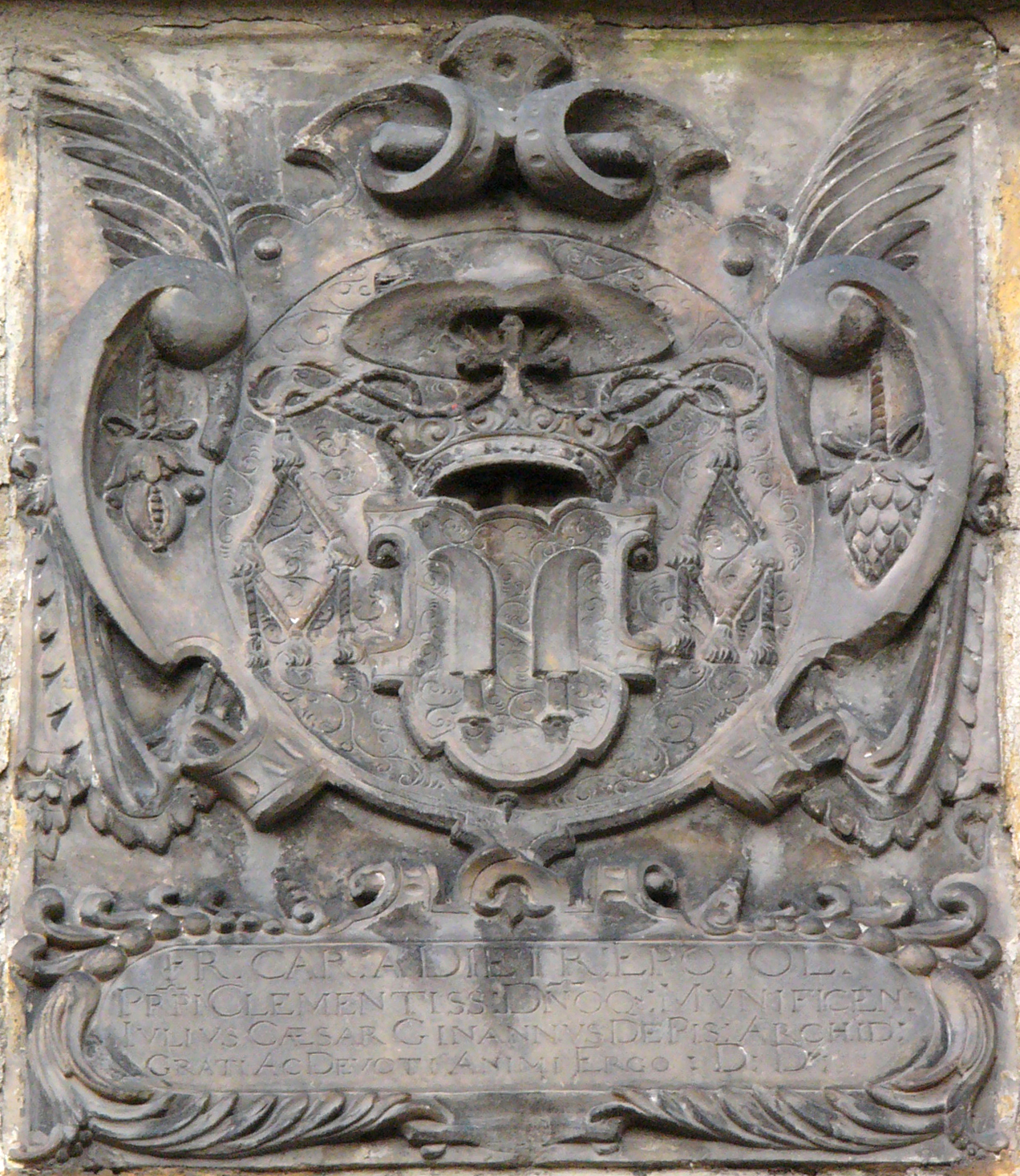
Stemma del vescovo Franz von Dietrichstein a Olomouc

Franz Seraph von Dietrichstein nacque il 22 agosto 1570 a Madrid, in Spagna, nono dei tredici figli di Adam von Dietrichstein, ambasciatore imperiale in Spagna, e di sua moglie Margareta de Folch y de Raquensens.
Sin da giovane venne destinato alla carriera ecclesiastica, studiando a Vienna, a Praga e dal 1588 al Collegium Germanicum a Roma dove conobbe il cardinale Ippolito Aldobrandini, divenuto in seguito papa Clemente VIII. Ebbe modo di incontrare anche San Filippo Neri.
Ricevette la tonsura ecclesiastica a Vienna il 22 marzo 1582 e poco dopo divenne cappellano di Sua Santità. Canonico della cattedrale di Olomouc dal 1591, nel 1593 venne accolto anche nei capitolo di Breslavia e Passau. Nel 1594 divenne prevosto di Leitmeritz.
Venne ordinato sacerdote nel 1597 da papa Clemente VIII.
Il 3 marzo 1599 venne creato cardinale presbitero ed il 17 marzo di quello stesso anno ricevette la berretta cardinalizia ed il titolo di San Silvestro in Capite.
Anche se il capitolo della cattedrale di Olomouc si oppose alla sua promozione episcopale a quella sede, venne alla fine eletto vescovo il 26 maggio 1599. Il 29 giugno di quello stesso anno divenne legato a Milano per concordare il matrimonio tra l'arciduca Alberto d'Austria e l'infanta Isabella di Spagna. Preconizzato vescovo di Olomouc con dispensa per non aver ancora raggiunto l'età canonica il 1º settembre 1599, venne consacrato l'8 settembre successivo nella chiesa d Santa Maria degli Angeli a Roma per mano di papa Clemente VIII, assistito dal cardinale Camillo Borghese e dal cardinale Bonifacio Bevilacqua. Non prese parte al primo conclave del 1605 che elesse papa Leone XI, ma presenziò invece al secondo conclave del 1605 che elesse papa Paolo V. Presidente del Consiglio Privato dell'imperatore Rodolfo II dal 1607, seguì da vicino gli eventi della ribellione boema dal 1618, ma quando vi fu la defenestrazione di Praga che portò allo scoppio della Guerra dei Trent'anni, si portò a Vienna. Dopo la vittoria dell'imperatore Ferdinando II nella battaglia della Montagna Bianca l'8 novembre 1620, divenne commissario generale e governatore della Moravia dal marzo 1621 al 1628. Implementò grandemente le misure della controriforma e fu mediatore nelle dispute interne alla famiglia degli Asburgo. Non prese parte al conclave del 1621 che elesse papa Gregorio XV, né a quello del 1623 che elesse papa Urbano VIII, ma il 27 settembre 1623 optò per il titolo di Santa Maria in Trastevere.
Nel 1624, per ricompensarlo degli alti servigi prestati alla corona imperiale, l'imperatore lo creò principe del Sacro Romano Impero. Nel 1635. Sospettato di complottare coi francesi, venne per un brevissimo tempo bandito dalla corte ed i suoi beni confiscati, ma entro breve si vede restituire ogni cosa, essendo stato dimostrato che le accuse che lo avevano colpito erano false. Nel 1635 venne nominato protettore di Germania. Nel 1636 divenne governatore imperiale della Moravia, della Boemia e della Bassa Austria.
Morì a Brno il 19 settembre 1636, nel corso di un incontro del parlamento di stato. Venne sepolto, secondo le sue ultime volontà, senza sfarzi, nella cripta della cattedrale di Olomouc. La sua grande biblioteca con testi preziosi che aveva raccolto a Nikolsburg venne completamente saccheggiata dagli svedesi nel 1645. La sua prima biografia venne pubblicata a cura di Carlo Conti Romano nel 1652. Il titolo di principe di Dietrichstein passò a suo nipote, Massimiliano e rimase poi ai discendenti di questo.

## Genealogia episcopale e successione apostolica
La genealogia episcopale è:
- Cardinale Guillaume d'Estouteville, O.S.B.Clun.
- Papa Sisto IV
- Papa Giulio II
- Cardinale Raffaele Sansone Riario
- Papa Leone X
- Papa Paolo III
- Cardinale Francesco Pisani
- Cardinale Alfonso Gesualdo di Conza
- Papa Clemente VIII
- Cardinale Franz Seraph von Dietrichstein

La successione apostolica è:
- Vescovo Giovanni Battista Civalli, O.F.M.Conv. (1608)
- Vescovo Alfonso de Requeséns Fenollet, O.F.M. (1610)
- Vescovo Anton Wolfradt (1631)

## Ascendenza
|                                                     |                               |                                        | Genitori                                    |  |  | Nonni |  |  | Bisnonni                  |  |  | Trisnonni               |  |
|                                                     |                               |                                        |                                             |  |  |       |  |  | Pankraz von Dietrichstein |  |  | Georg von Dietrichstein |  |
|                                                     |                               |                                        |                                             |  |  |       |  |  | Pankraz von Dietrichstein |  |  | Georg von Dietrichstein |  |
|                                                     |                               | Elisabeth von Hoeffling                |                                             |  |  |       |  |  | Pankraz von Dietrichstein |  |  |                         |  |
| Siegmund von Dietrichstein                          |                               |                                        |                                             |  |  |       |  |  | Pankraz von Dietrichstein |  |  |                         |  |
|                                                     |                               | Barbara Gussl von Thurn                | Johann Gussl von Thurn                      |  |  |       |  |  |                           |  |  |                         |  |
|                                                     |                               | Barbara Gussl von Thurn                | Johann Gussl von Thurn                      |  |  |       |  |  |                           |  |  |                         |  |
|                                                     |                               | Barbara Gussl von Thurn                | Barbara von Obratschon                      |  |  |       |  |  |                           |  |  |                         |  |
| Adam von Dietrichstein                              |                               | Barbara Gussl von Thurn                |                                             |  |  |       |  |  |                           |  |  |                         |  |
|                                                     |                               | Massimiliano I del Sacro Romano Impero | Federico III d'Asburgo                      |  |  |       |  |  |                           |  |  |                         |  |
|                                                     |                               | Massimiliano I del Sacro Romano Impero | Federico III d'Asburgo                      |  |  |       |  |  |                           |  |  |                         |  |
|                                                     |                               | Massimiliano I del Sacro Romano Impero | Eleonora del Portogallo                     |  |  |       |  |  |                           |  |  |                         |  |
| Barbara von Rottal                                  |                               | Massimiliano I del Sacro Romano Impero |                                             |  |  |       |  |  |                           |  |  |                         |  |
|                                                     |                               | Margareta von Rappach                  | Christoph von Rappach                       |  |  |       |  |  |                           |  |  |                         |  |
|                                                     |                               | Margareta von Rappach                  | Christoph von Rappach                       |  |  |       |  |  |                           |  |  |                         |  |
|                                                     |                               | Margareta von Rappach                  | Johanna von Lomnitz                         |  |  |       |  |  |                           |  |  |                         |  |
| Franz Seraph von Dietrichstein                      |                               | Margareta von Rappach                  |                                             |  |  |       |  |  |                           |  |  |                         |  |
|                                                     | Joan Ramón Folc IV de Cardona | Juan Ramón Folch III de Cardona        |                                             |  |  |       |  |  |                           |  |  |                         |  |
|                                                     | Joan Ramón Folc IV de Cardona | Juan Ramón Folch III de Cardona        |                                             |  |  |       |  |  |                           |  |  |                         |  |
|                                                     | Joan Ramón Folc IV de Cardona | Juana de Urgel                         |                                             |  |  |       |  |  |                           |  |  |                         |  |
| Antonio Folch de Cardona y Enríquez                 | Joan Ramón Folc IV de Cardona |                                        |                                             |  |  |       |  |  |                           |  |  |                         |  |
|                                                     |                               | Aldonza Enríquez de Quiñones           | Federico Enríquez de Mendoza                |  |  |       |  |  |                           |  |  |                         |  |
|                                                     |                               | Aldonza Enríquez de Quiñones           | Federico Enríquez de Mendoza                |  |  |       |  |  |                           |  |  |                         |  |
|                                                     |                               | Aldonza Enríquez de Quiñones           | Marina Fernández di Cordoba e Ayala         |  |  |       |  |  |                           |  |  |                         |  |
| Margareta Folch de Cardona y Requesens              |                               | Aldonza Enríquez de Quiñones           |                                             |  |  |       |  |  |                           |  |  |                         |  |
|                                                     |                               | Galcerán de Requesens i Joan de Soler  | Galcerán de Requesens i Santacoloma         |  |  |       |  |  |                           |  |  |                         |  |
|                                                     |                               | Galcerán de Requesens i Joan de Soler  | Galcerán de Requesens i Santacoloma         |  |  |       |  |  |                           |  |  |                         |  |
|                                                     |                               | Galcerán de Requesens i Joan de Soler  | Isabel Joan de Soler                        |  |  |       |  |  |                           |  |  |                         |  |
| Anna Maria Requesens de Soler y Enríquez de Velasco |                               | Galcerán de Requesens i Joan de Soler  |                                             |  |  |       |  |  |                           |  |  |                         |  |
|                                                     |                               | Beatriz Enríquez de Velasco            | Alfonso Enriquez, II conte di Alba de Liste |  |  |       |  |  |                           |  |  |                         |  |
|                                                     |                               | Beatriz Enríquez de Velasco            | Alfonso Enriquez, II conte di Alba de Liste |  |  |       |  |  |                           |  |  |                         |  |
|                                                     |                               | Beatriz Enríquez de Velasco            | Juana Perez De Velasco                      |  |  |       |  |  |                           |  |  |                         |  |
|                                                     |                               | Beatriz Enríquez de Velasco            |                                             |  |  |       |  |  |                           |  |  |                         |  |